# Cathorops arenatus
Cathorops arenatus és una espècie de peix de la família dels àrids i de l'ordre dels siluriformes.

## Morfologia
Els mascles poden assolir els 25 cm de llargària total.

## Distribució geogràfica
Es troba a Sud-amèrica: des de la Guaiana fins al nord-est del Brasil.